# No One Lives
Pour plus de détails, voir Fiche technique et Distribution.
No One Lives est un thriller gore britannico-américain de Ryūhei Kitamura sorti en 2013.

## Synopsis
Six mois après l'enlèvement d'une jeune et riche héritière, un couple ayant dû abandonner son domicile avec voiture et remorque se fait kidnapper par un gang de cambrioleurs assassins : en réchapperont-ils ?

## Fiche technique
- Titre original : No One Lives
- Titre français : Personne ne vit
- Titre québécois : Personne ne survit

- Réalisation : Ryūhei Kitamura
- Scénario : David Cohen
- Direction artistique : Jonathan A. Carlson
- Décors  : Elizabeth Humphrey
- Costumes : Claire Breaux
- Photographie : Daniel Pearl
- Son : Erik Magnus
- Montage : Toby Yates
- Musique : Jerome Dillon
- Production : Harry Knapp et Kami Naghdi
- Société(s) de production : Constance Media, Milk & Media, Pathé et WWE Studios
- Société(s) de distribution :  Pathé /  20th Century Fox
- Budget  : 2 900 000 $
- Pays d’origine :  Royaume-Uni/ États-Unis
- Langue : Anglais
- Format : Couleurs - 35mm - 1.85:1 -  Son Dolby numérique
- Genre : Horreur, thriller, gore
- Durée : 86 minutes
- Dates de sortie :
- Canada : 8 septembre 2012 (festival international du film de Toronto)
  -  Russie : 18 avril 2013
- Film interdit aux moins de 16 ans

## Distribution
- Luke Evans (VF : Martial Le Minoux) : le chauffeur
- Adelaide Clemens : Emma
- Derek Magyar (VF : François Créton) : Flynn
- America Olivo : Tamara
- Beau Knapp : Denny
- Lindsey Shaw (VF : Nathalie Bienaimé) : Amber
- Lee Tergesen : Hoag
- George Murdoch  : Ethan
- Laura Ramsey : Betty
- Lenore Banks (VF : Pascale Jacquemont) : Helen

## Distinctions

### Nominations
- 1 nomination

## Box-office
Pour son 1er week-end, le film a rapporté 90000 $. Il a été distribué dans 53 salles pour une moyenne de 1698 $/salle, ce qui est très bas pour un week-end d'ouverture, mais bien au-dessus de tous les films WWE Studios (à courtes sorties) après Legendary.

## Analyse
No One Lives est un petit budget cofinancé par le studio WWE Films, une filiale de la fédération de catch américaine qui a décidé en 2002 de se lancer dans la production ciné, notamment derrière The Call avec Hale Berry ou la comédie française Les Reines du Ring avec Marilou Berry et Nathalie Baye (trouver un rapport entre Les Reines du Ring et ce No One Lives, péloche horrifique brutale, fallait le faire !). Côté casting, la véritable tête d’affiche est Luke Evans (Le Choc des Titans, Les Immortels, Fast and Furious 6 et bientôt les deux prochains Hobbit). Autour de lui, la jeune étoile montante Adelaide Clemens (Silent Hill 3D, Gatsby) ou encore Lee Tergesen (rappelez-vous Beecher, le héros de la série Oz).[style à revoir]

## Réception critique
Film précédé d’une réputation plutôt moyenne voire peu flatteuse selon les sources.